# Posada de Valdeón
Posada de Valdeón ist ein nordspanischer Ort und eine Gemeinde (municipio) mit 405 Einwohnern (Stand: 2024) in der Provinz León in der Autonomen Gemeinschaft Kastilien-León.

## Lage
Die sieben Dörfer der Gemeinde Posada de Valdeón (Caín de Valdeón, Santa Marina de Valdeón, Caldevilla de Valdeón, Cordiñanes de Valdeón, Los Llanos de Valdeón, Prada de Valdeón und Soto de Valdeón) liegen am Oberlauf des Río Cares im Nationalpark Picos de Europa in Höhen von ca. 850 bis 930 Metern ü. d. M. im äußersten Nordosten der Provinz León. Die Provinzhauptstadt León befindet sich etwa 135 Kilometer (Fahrtstrecke) südwestlich. Die Biskaya-Küste bei Ribadesella (Asturien) ist etwa 86 Kilometer in nördlicher Richtung (30 Kilometer Luftlinie) entfernt.

## Bevölkerungsentwicklung
| Jahr      | 1960  | 1970  | 1981 | 1991 | 2001 | 2014 |
| Einwohner | 1.193 | 1.062 | 736  | 548  | 492  | 464  |

Im 19. Jahrhundert stieg die Einwohnerzahl der Gemeinde von etwa 650 auf knapp 1.200 Personen an; bei der Volkszählung des Jahres 1950 wurde sie mit knapp 1.300 Personen ermittelt. Aufgrund der zunehmenden Mechanisierung der Landwirtschaft in der zweiten Hälfte des 20. Jahrhunderts verschwanden jedoch mehr und mehr Arbeitsplätze, was eine immer noch anhaltende Landflucht auslöste.

## Wirtschaft
Traditioneller Haupterwerb der weitgehend als Selbstversorger lebenden Bewohner des Valdeón-Hochtals war die Landwirtschaft und hier in erster Linie die Viehzucht. Seit den 1960er Jahren spielt der Tourismus eine immer größer werdende Rolle im Wirtschaftsleben der Gemeinde; beschilderte Wanderwege wurden eingerichtet und viele leerstehende Häuser zu Ferienwohnungen (casas rurales) umgebaut.

## Geschichte
Über das Alter des Ortes besteht Unklarheit – es ist anzunehmen, dass das Hochtal zuerst von Jägern, später dann von Hirten erkundet wurde. Kelten, Römer, Westgoten und Mauren haben jedenfalls keine Spuren auf dem Gemeindegebiet hinterlassen. Erst im Zuge der Wiederbesiedlung (repoblación) der Region entwickelten sich die verschiedenen Bergdörfer; für das 11. Jahrhundert ist urkundlich die Existenz einer Kirche (Santa Eulalia) und eines Klosters (San Sebastián) belegt.

## Sehenswürdigkeiten

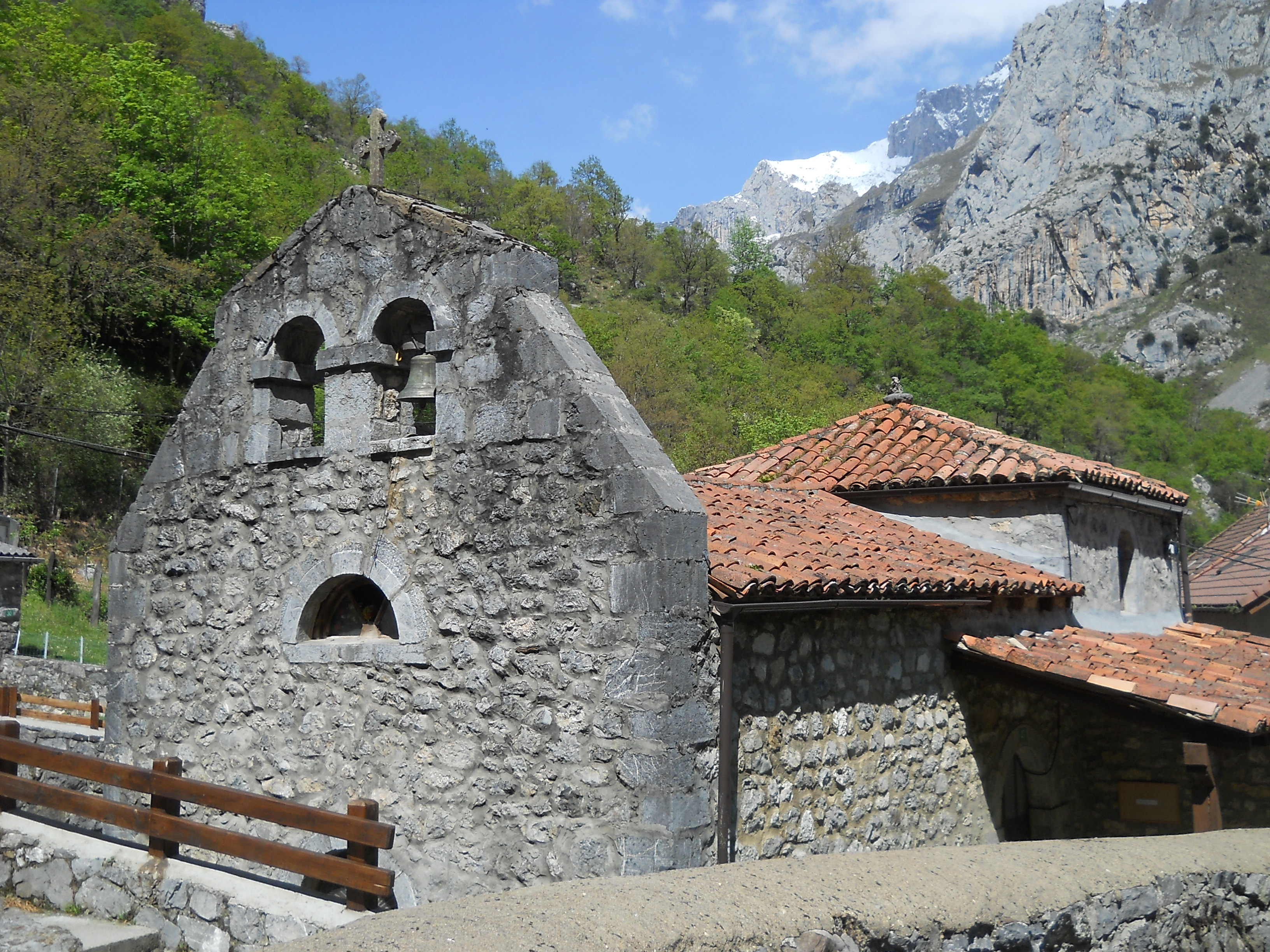
Kirche im Weiler Caín

- Die meisten mittelalterlichen Kirchen sind verschwunden – nur die vielleicht erst im 14. Jahrhundert aus Bruchsteinen errichtete Kirche des Weilers Caín steht noch. Der gedrungen wirkende Bau hat einen Glockengiebel (espadaña).
- Im Innern der im 16. Jahrhundert neu erbauten Pfarrkirche (Iglesia de Santa Eulalia) befindet sich das romanische Taufbecken (pila bautismal) des Vorgängerbaus.
- Mehrere kleine Speicherbauten (hórreos) mit steinernem Sockelbereich und hölzernen Aufbauten stehen über das Gemeindegebiet verteilt.